# Franz Schlegel (Zoologe)
Franz Schlegel (* 7. November 1822 in Altenburg, Herzogtum Sachsen-Gotha-Altenburg; † 7. Februar 1882 in Breslau, Provinz Schlesien) war ein deutscher Arzt, Mitbegründer und erster Direktor des Zoologischen Gartens in Breslau.

## Leben und Wirken

### Herkunft und Studium
Franz Schlegel wurde als jüngster Sohn des Altenburger Gelbgießermeisters und Stadtgerichtsassesors Johann David Schlegel (1769–1850) und dessen Ehefrau Johanna Rosina, geb. Seiler († 1869), geboren. Aus der Ehe gingen weitere sechs Brüder und vier Schwestern hervor, wobei sein Vorbild der älteste Bruder war, der Naturwissenschaftler, Zoologe und Ornithologe Hermann Schlegel (1804–1884). Der Vater Johann David Schlegel war erfolgreicher Handwerksmeister, Vertreter des aufstrebenden Bildungsbürgertums in Altenburg und anerkannter Entomologe. Seine Fähigkeiten brachte er in die am 2. Juli 1817 gegründete Naturforschende Gesellschaft des Osterlandes zu Altenburg ein, deren Mitglied und Kustos er wurde. Die Gründungsmitglieder setzten sich u. a. aus Beamten, Lehrern, Ärzten und Apothekern zusammen. Zeitweise gehörte auch Minister Bernhard von Lindenau der Gesellschaft an, die sich zur Aufgabe gestellt hatte, durch wissenschaftliches Sammeln und Forschen zur Verbreitung naturwissenschaftlicher Kenntnisse beizutragen. Der Pfarrer und Ornithologe Christian Ludwig Brehm, ebenfalls Mitglied ab 1817, übergab der Naturforschenden Gesellschaft als einen Grundstock eine Sammlung mit Vogelpräparaten. In dieser geistig anregenden Atmosphäre wuchsen die Kinder von Johann David Schlegel auf, ganz im Sinne des Forschungsreisenden Alexander von Humboldt, der diese Zeit als Epoche der geistigen Entwicklung der Menschheit in ihrem Wissen von der Natur bezeichnete.
Geprägt von diesen Einflüssen wurde Schlegel frühzeitig ein außerordentlich tiefgründiges zoologisches Wissen bestätigt. Während einige Söhne David Schlegels die Tradition des Familienbetriebes als Gelbgießer weiterführten, wandte sich Franz Schlegel, wie bereits sein älterer Bruder Hermann, den Naturwissenschaften und der Zoologie zu. Er studierte an der Universität Jena Medizin und veröffentlichte am 11. April 1848 seine Dissertation zum Thema Unguium Structura Eorumque Physiologia.
Franz Schlegel verstarb am 7. Februar 1882 in Breslau.

### Altenburg
In Altenburg arbeitete Schlegel als Praktischer Arzt. Er erwies sich frühzeitig als fortschrittlicher Geist und Verfechter von naturwissenschaftlichen Methoden und Forschungen für seine Arbeit, ob als Mediziner, Biologe oder Zoologe und stellte sich gegen jeglichen Vitalismus.
Als ein wissenschaftlich Suchender in seiner Zeit vertrat er den naturwissenschaftlichen Materialismus des 19. Jahrhunderts mit der Aussage, dass die Tatsachen und Theorien der Naturwissenschaften ein Bild der Natur vermitteln, wie sie ist, fern jeglicher Spekulationen. Zu seinen Vorbildern gehörten die Mediziner und Wegbereiter Johann Lukas Schönlein, Peter Krukenberg und Carl Reinhold August Wunderlich, die in der Wissenschaft der Medizin neue Wege der pathologischen Anatomie, Auskultation und Perkussion aufzeigten und im klinischen Bereich naturwissenschaftliche Methoden der sogenannten physikalischen Diagnostik anwandten. Schlegel sah ebenfalls wie sie, die Medizin als Naturwissenschaft, entgegen der noch weit verbreiteten Tradition der Auswüchse spekulativer Medizin unter religiösem Einfluss, in der Krankheiten immer noch als Folge des Sündenfalls deklariert wurden. Seine Überzeugung beruhte darauf, Erfahrungen streng nach den Gesetzen der Natur mit allen Sinnen zu machen, um zur Wahrheit und Erkenntnis zu finden. Diese Haltung führte ihn in den nächsten Jahrzehnten zu eindeutigen und sicheren Resultaten in Medizin und Biologie. Als eine Bestätigung seiner erkenntnistheoretischen Haltung und als Höhepunkt und Triumph der Wissenschaft in Mathematik und Astronomie sah er die Entdeckung des Planeten Neptun im Jahr 1846. Er trat für freie Forschung ein, ohne Einschränkung durch weltanschauliche Dogmen oder Einengung des Denkens durch Schulen und Universitäten. Für seine Zeitgenossen waren seine Ansichten teilweise radikal und materialistisch, wobei sie sich jedoch eingestehen mussten, dass seine Ausführungen zu seinen vielschichtigen populärwissenschaftlichen Themen in Wort oder Schrift durch ihren geistvollen Ideengang fesselten und sie sich durch seine modernen Auffassungen als „Zeugen eines Ereignisses fühlten“.
Nach dem Tod des Vaters 1850 trat er mit neuen Ideen der Naturforschenden Gesellschaft Altenburg bei. Bereits 1851 wurde Doctor Franz Schlegel anlässlich des Stiftungsfestes zum Sekretär gewählt, bezeichnet als junger, mit regem Interesse und warmen Eifer für Naturwissenschaften ausgerüsteter Mann. Er fiel durch seine vor der Gesellschaft gehaltenen Vorträge auf, die ein hohes Wissen und einen breiten Interessenkreis aufzeigten, der weit über die Medizin hinausging. Dabei spannte er den Bogen seiner Vortrags-Themen von Mikroorganismen und Parasiten des Menschen bis hin zu Polarexpeditionen und astronomischen Kenntnissen, die er anlässlich einer Gedenkrede für den Astronomen und Politiker Bernhard von Lindenau aufzeigte. Seine ab 1852 gehaltenen populärwissenschaftlichen Vorträge zu unterschiedlichen Themen wurden anfangs einzeln als handschriftliche Drucke veröffentlicht. 1853 erschienen neun Vorträge im Sammelband Die verschiedenen Methoden der Heilkunst. Einen großen Widerhall hatte sein Vortrag Über den Wechsel zwischen Leben und Tod in der Natur, eine allgemeine Naturbetrachtung.
Schlegel wurde mit seinem Beitritt in die Naturforschende Gesellschaft zu einem Initiator, der zur umfassenden Veränderung der Arbeitsweise der Gesellschaft beitrug, indem er die Vortrags- und Museumsarbeit ab 1857 öffentlich zugänglich gestaltete. Seine Idee war neu und fortschrittlich. Im Protokoll der Gesellschaft wurde festgehalten Die Mitglieder begrüßten den Vorschlag des überaus aktiven Arztes mit Freude, denn bisher hatten sie nur als geschlossener Kreis gearbeitet. Schlegel setzte durch, dass die Öffentlichkeit der Residenzstadt Altenburg und ihrer Umgebung in die Vereinsarbeit mit einbezogen und gegen ein geringes Eintrittsgeld zu öffentlichen Vorträgen zugelassen wurde und auch Museumsschätze für Laien geöffnet wurden, um vor allem mit der prachtvollen Vogelsammlung Interesse bei einer breiten Bevölkerungsschicht zu erwecken. Für Altenburger Schüler des Friedrich-Gymnasiums und Seminaristen des Schullehrer-Seminars führte er Freikarten für den Besuch von Veranstaltungen ein. Sein Programm wurde ein Erfolg. Die Gesellschaft gelangte wieder in das öffentliche Bewusstsein der Bevölkerung Altenburgs, erregte Aufsehen und Interesse mit ihren außergewöhnlichen Sammlungen aus vielen Erdteilen, aber auch über die Landesgrenzen hinweg bei den Wissenschaftlern. Selbst der „Vogelpastor Brehm“ sparte nicht mit Anerkennung.
Öffentliche Vortragszyklen folgten, abgehalten im Freimaurer-Logenhaus Altenburg, und wurden für das nächste Jahrzehnt zum festen Programm von Veranstaltungsreihen. Auch diese Qualität veränderte Franz Schlegel durch anspruchsvolle populärwissenschaftliche Themen, ob über Kometen, Astronomie, Mathematik, Physik, Reiseberichte Alfred Brehms, Darwins Lehre, Mineralogie, Geologie u. a. Dafür wurden auch hochrangige auswärtige Gelehrte gewonnen. Schlegel selbst hielt einen Vortrag zu dem damals aktuellen Thema Das Leben der kleinsten mikroskopischen Tier- und Pflanzenwelt, wobei er als Anschauung für die Zuhörer 5 Mikroskope mit Präparaten zur Verfügung stellte. Im Januar 1862 hielt Schlegels Neffe, der Altenburger Chemiker und Afrikaforscher Otto Kersten, kurz vor seiner Abreise zum Kilimandscharo, noch einen Vortrag über das zu dieser Zeit hochaktuelle Thema der Spektralanalyse.
Schlegel erwies sich als naturwissenschaftlich denkender und handelnder Mediziner, der seine Erkenntnisse auf andere Bereiche abstrahierte.
Bis 1859 war er Sekretär der Naturforschenden Gesellschaft des Osterlandes. Danach wurde er Mitglied des Direktoriums. Die Gesellschaft Altenburg hatte ihm 1864 die Ehrenmitgliedschaft verliehen.
Im gleichen Jahr wurde unter Schlegels Mitwirkung die Zeitschrift „Der Thiergarten. Allgemeine deutsche Monatsschrift für Kunde, Beobachtung, Zucht und Pflege der Thiere“ herausgebracht, die bis heute erscheint.

### Breslau
Schlegel erhielt auf Grund seiner naturwissenschaftlichen Verdienste vom 1863 gebildeten „Comite für die Errichtung des zool. Gartens bei Breslau“ eine Berufung nach Breslau und verließ Altenburg 1864. Nach seinem Weggang stagnierte die wissenschaftliche Arbeit der Altenburger Naturforschenden Gesellschaft für einige Jahre. In Breslau übernahm er am 1. August 1864 das Direktorat des im Aufbau befindlichen Zoologischen Gartens, der am 10. Juli 1865 der Öffentlichkeit übergeben wurde. Es war die neunte Zoogründung Deutschlands.
Zur Eröffnung waren als erste Attraktionen und große Anlagen mehrere „Bärentürme“ aus Backstein mit Galerien und Tier-Ausläufen, ein Wolfsbau, ein Affenhaus, Häuser und Gehege für Kamele, Lamas, Strauße und Büffel zu sehen. Daneben waren heimische Tierarten vertreten, wie Wildschweine, Hirsche und Rehwild, Fasanen, Eulen, Adler und kleinere Raubtiere. Bereits während der Gründungsphase hatten Honoratioren aus Breslau und Umgebung Tiere gespendet. Bis zu Schlegels Amtsantritt im August 1864 waren das 81 Exemplare, darunter ein Braunbär. Während Schlegels Direktorat stieg der Besitz des Gartens von anfänglich 452 Tieren zur Eröffnung 1865 auf fast 800 Exemplare im Jahr 1875. Unter seiner Regie wurde auch ein Pavillon für große Raubtiere gebaut, in dem Löwen, Tiger und Leoparden gehalten wurden.
Ab 1876 führte er „völkerkundliche Ausstellungen“ mit „exotischen“ ethnischen Gruppen von Stammesvertretern aus fernen Zivilisationen ein, die Folklore und Lebensstil ihres Stammes demonstrierten.

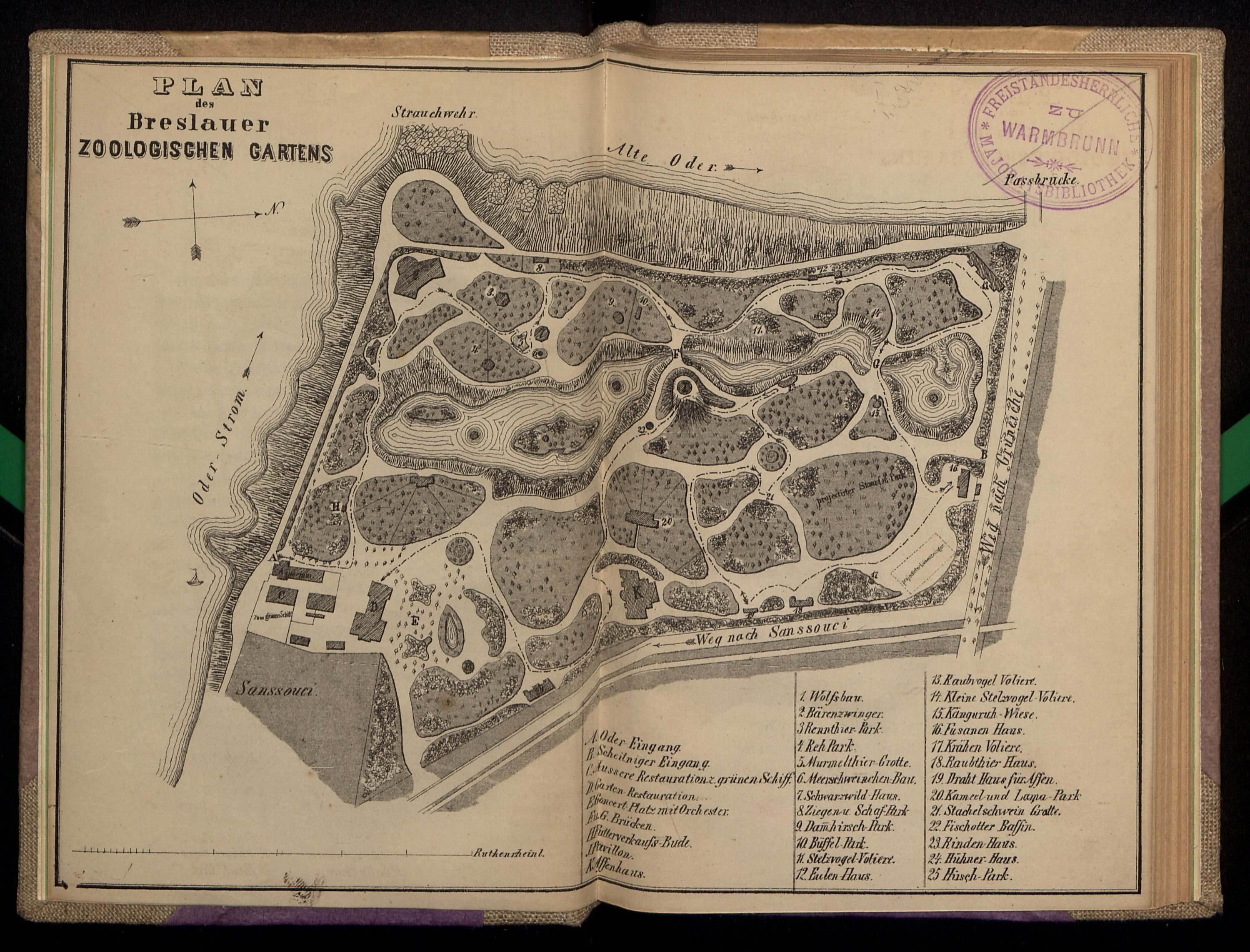
Franz Schlegel: Gelände-, Gehege- und Tier-Übersicht in seinem ersten Zooführer 1867

Unter Schlegels Leitung entwickelte sich der Breslauer Zoo zu einem der weltweit führenden Tiergärten.
Bereits 1867 verfasste Schlegel einen der weltweit ersten Zooführer „Führer im zoologischen Garten bei Breslau“ mit Lageplan und Geländeübersicht sowie einem Verzeichnis der Gehege mit den Gebäuden und den darin befindlichen Tieren mit einer Kurzbeschreibung.
1872 erschien dieser Zooführer in elfter, erweiterter Auflage. Schlegel war auch während seiner Amtszeit als Zoo-Direktor Autor zahlreicher Schriften und Verfasser von Vorträgen zur Förderung des Wissens über Tiere.

## Ehrungen
In Anerkennung seiner außergewöhnlichen Leistungen für die Stadt Breslau und für die Errichtung und Entwicklung des Städtischen Zoologischen Gartens ist vor dem Ersten Weltkrieg seine Büste im Pavillon der großen Raubtiere aufgestellt worden.

## Schriften (Auswahl)
- Dissertatio Inaugur. Anatomico-Physiologica De Unguium Structura Eorumque Physiologia. Ienae. Gedruckt von G. Schreiber 1848. Hochschulschrift. Jenensi Univ., Med. Diss., 1848
- Allopathie die herrschende Heilmethode in ihrer neuesten Umgestaltung; drei populäre Vorträge. Verlag von Otto Wigand. 1850.
- Die verschiedenen Methoden der Heilkunst. Drei Populäre Vorträge. Verlag von Otto Wigand, Leipzig 1853. Online-Ressource.
- Die verschiedenen Methoden der Heilkunst: populäre Vorträge : Allopathie, Hydropathie, Homöopathie, Sympathie, Diätetik, dynamische Heilmethode, Volksmedicin, mystische Heilmethoden, Heilkraft der Natur. Leipzig: Verlag von Otto Wigand, 1853.
- Zum Gedächtniß des K.S. Staatsministers a.D. Herrn Bernhard August v. Lindenau: Protokoll der Monatssitzung der naturforschenden Gesellschaft des Osterlandes am 20. Juni 1854. Altenburg: Hofbuchdr, 1854.
- Mechanismus des tischrückens. Altenburg, J. H. Jacob. 1853
- Mechanismus des Tischrückens. Zweiter Beitrag vom 18. April 1853.
- Geisterklopfen und tischrücken: Vortrag, gehalten in der Sitzung der Naturforschenden Gesellschaft des Osterlandes am 12. April 1853. Altenburg, J. H. Jacob. Google Books
- Die zoologischen Gärten Europa's. Breslau, 1866.
- Führer im zoologischen Garten bei Breslau. Breslau, Verlag von Max Mälzer. 1867. Internet-Ressource
- Führer im Breslauer Zoologischen Garten. Breslau: Verlag von Max Mälzer. 1874.
- Ueberseeische Stubenvögel, deren Pflege und Zucht. Frankfurt a. M., 1869.
- In Papitz bei Altenburg wurde zu Ende voriger Woche ein Rhinoceros (Nashorn) aufgefunden … In: Zeitung für Stadt und Land; Nr. 14 vom 18. Febr. 1854.